# Millet

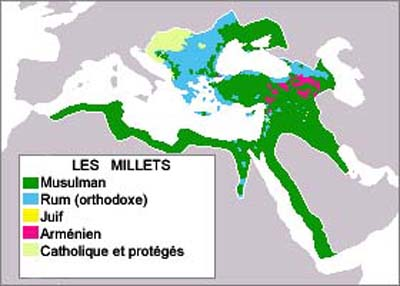
Principais religiões do Império Otomano, observando que os "millets" do sistema Millet não eram efetivamente definidos territorialmente

No Império Otomano, um millet era uma corte jurídica distinta pertencente a "lei pessoal" sob a qual uma comunidade confessional (um grupo que respeita as leis da xaria muçulmana, da lei canônica cristã ou da Halachá judaica) era autorizada a se autogovernar. Após as reformas Tanzimat (1839-76), o termo passou a ser usado para se referir aos grupos religiosos minoritários legalmente protegidos, semelhante à maneira como outros países usam a palavra nação. O termo millet vem da palavra árabe millah (ملة) e significa literalmente "nação". O sistema de millets tem sido classificado como um exemplo de pluralismo religioso pré-moderno.